# کابو سن لوکاس
کابو سن لوکاس که معمولاً کابو خوانده می‌شود٬ شهری در مکزیک است که در انتهای شبه‌جزیره باخا کالیفرنیا واقع است. 